# Hữu đại thần (Nhật Bản)
Hữu đại thần (右大臣 Udaijin), là tên một chức quan trong triều đình Nhật Bản xuất hiện trong thời kỳ Nara và thời kỳ Heian. Chức vụ này được quy định trong Thái Bảo luật lệnh năm 702. Phi điểu Ngự tịnh Nguyên lệnh năm 689 đánh dấu sự xuất hiện sơ khởi của Hữu đại thần trong một cơ quan hành chính tập trung mang tên Thái chính quan. Thái chính quan ban đầu bao gồm ba vị trí là Thái chính đại thần, Tả đại thần và Hữu đại thần.
Chức vụ Hữu đại thần xử lý mọi sự vụ quốc gia cùng với viên Tả đại thần.Phẩm hàm của Hữu đại thần là Chính nhịvị(正二位)hoặc Tòng nhị vị(従二位). Gia tộc Fujiwara, Minamoto và các Tướng quân thường hay nắm chức này.
Vai trò của Tả đại thần cũng như của thiết chế Thái chính quan dần dần mờ nhạt đi trong thế kỷ thứ 10 và 11 khi dòng họ Fujiwara thống trị toàn bộ triều đình Nhật Bản. Thiết chế Thái chính quan trở nên hữu danh vô thực vào thế kỷ thứ 12 khi dòng họ Minamoto giành lấy quyền lực quốc gia từ tay các công khanh triều đình. Tuy nhiên người ta vẫn chưa rõ liệu thiết chế Thái chính quan có bị hủy bỏ trong lúc đó hay không.